# سلطان الطمیحی
سلطان الطمیحی (انگلیسی: Sultan Tamihi؛ زادهٔ ۱ اکتبر ۱۹۹۲) یک ورزشکار اهل عربستان سعودی است.
از باشگاه‌هایی که در آن بازی کرده‌است می‌توان به باشگاه فوتبال الشعله عربستان سعودی و باشگاه فوتبال النصر عربستان سعودی اشاره کرد.